# Szwejki Wielkie
Szwejki Wielkie est une localité polonaise de la gmina de Sadkowice, située dans le powiat de Rawa Mazowiecka en voïvodie de Łódź.